# والتر جیمز
والتر جیمز (انگلیسی: Walter James؛ ‏ ۳ ژوئن ۱۸۸۲ – ۲۷ ژوئن ۱۹۴۶) بازیگر اهل ایالات متحده آمریکا بود.
از فیلم‌هایی که وی در آن‌ها نقش داشته است می‌توان به آه، سوزانا!، دختر خدایان، برادر کوچک و عصر جدید اشاره نمود.